# Non bastano i fiori
Non bastano i fiori è il secondo lavoro in studio di Pino Marino, il seguito dell'album d'esordio Dispari.

## Tracce
1. Canzone N.8
2. I fiori
3. Caporalmaggiore
4. L'isola
5. L'invenzione di un uomo
6. Io resto qui
7. L'alluvione del '43
8. L'acqua e la pazienza
9. Ciao ciao, Buonafortuna
10. Meno male
11. Due rondini